# Metropolia nowosybirska
Metropolia nowybirska – jedna z metropolii Rosyjskiego Kościoła Prawosławnego. W jej skład wchodzą cztery eparchie: nowosybirska, kaińska, karasucka oraz iskitimska.
Erygowana przez Święty Synod Rosyjskiego Kościoła Prawosławnego w grudniu 2011. Jej pierwszym ordynariuszem został arcybiskup nowosybirski i berdski Tichon (Jemieljanow), podniesiony 8 stycznia 2012 do godności metropolity. W grudniu 2018 nowym metropolitą został Nikodem (Czibisow).